# Marcgravia
Genre
Marcgravia est un genre de plantes à fleurs dicotylédones de la famille des Marcgraviaceae. Originaires d'Amérique tropicale, les espèces sont des arbrisseaux grimpants parasites des arbres. Leurs inflorescences ont une forme originale adaptées à la pollinisation par des chauves-souris ou des oiseaux-mouches, qui s'abreuvent dans de petites urnes accrochées sous les fleurs disposées en étoile, le tout suspendu au bout d'une tige.

## Caractéristiques

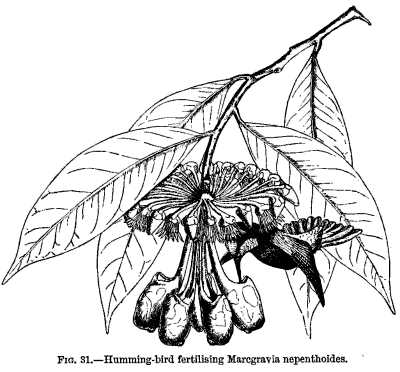
Marcgravia nepenthoides, pollinisée par un oiseau-mouche.

Ce sont des arbrisseaux parasites à tiges et rameaux radicants, comme le lierre, aux feuilles de forme variable selon l'âge, distiques, sessiles, aux fleurs groupées en ombelles ou en épis à fleur centrale avortée, à calice à 4 à 6 sépales inégaux, à corolle calyptriforme, à étamines en nombre indéterminé, à ovaire subglobuleux, à fruit globuleux, coriace, à 10 loges, déhiscent contenant de nombreuses petites graines.

## Classification
Le genre a été décrit en 1753 par le naturaliste suédois Carl von Linné (1707-1778) et rend hommage au naturaliste allemand Georg Markgraf (1610-1644), considéré comme l'explorateur du Brésil le plus important du XVIIe siècle.
En classification phylogénétique APG III (2009), comme en classification classique de Cronquist (1981), il est assigné à la famille des Marcgraviaceae.

## Liste d'espèces
Selon The Plant List (10 décembre 2017) :
- Marcgravia atropunctata de Roon
- Marcgravia brownei (Triana & Planch.) Krug & Urb.
- Marcgravia caudata Triana & Planch.
- Marcgravia comosa C. Presl
- Marcgravia coriacea Vahl
- Marcgravia crassicostata Gilg
- Marcgravia crassiflora Sleumer
- Marcgravia crenata Poepp. ex Wittm.
- Marcgravia dasyantha Gilg
- Marcgravia dressleri Gir.-Cañas
- Marcgravia eichleriana Wittm.
- Marcgravia flagellaris (Poepp. ex Wittm.) Poepp. ex Gilg & Werderm.
- Marcgravia gentlei Lundell
- Marcgravia glandulosomarginata Hammel
- Marcgravia goudotiana (Triana & Planch.) de Roon
- Marcgravia grandifolia Sleumer
- Marcgravia guatemalensis Standl.
- Marcgravia hartii Krug & Urb.
- Marcgravia lineolata Krug & Urb.
- Marcgravia longifolia J.F. Macbr.
- Marcgravia macrophylla (Wittm.) Gilg
- Marcgravia macroscypha Gilg & Wedermann
- Marcgravia magnibracteata Lanj. & Heerdt
- Marcgravia maguirei de Roon
- Marcgravia mexicana Gilg
- Marcgravia myriostigma Triana & Planch.
- Marcgravia nepenthoides Seem.
- Marcgravia nervosa Triana & Planch.
- Marcgravia neurophylla Gilg
- Marcgravia nubicola de Roon
- Marcgravia oblongifolia Ruiz ex Wittm.
- Marcgravia panamensis S. Dressler
- Marcgravia patellulifera de Roon
- Marcgravia pedunculosa Triana & Planch.
- Marcgravia picta Willd.
- Marcgravia pittieri Gilg
- Marcgravia polyadenia Sleumer
- Marcgravia polyantha Delpino
- Marcgravia punctifolia S.Dressler
- Marcgravia purpurea I.W.Bailey
- Marcgravia rectiflora Triana & Planch.
- Marcgravia roonii S.Dressler
- Marcgravia roraimae Gilg & Wedermann
- Marcgravia salicifolia Gilg
- Marcgravia schippii Standl.
- Marcgravia serrae de Roon
- Marcgravia sintenisii Urb.
- Marcgravia sororopaniana Steyerm.
- Marcgravia sprucei (Wittm.) Gilg
- Marcgravia stenonectaria Gilg
- Marcgravia stonei Utley
- Marcgravia strenua J.F. Macbr.
- Marcgravia subcaudata Gilg & Werderm.
- Marcgravia tobagensis Urb.
- Marcgravia trianae Baill.
- Marcgravia trinitatis C. Presl
- Marcgravia umbellata L.
- Marcgravia waferi Standl.
- Marcgravia weberbaueri Gilg
- Marcgravia williamsii J.F. Macbr.
- Marcgravia yukunarum P. Picca & Gir.-Cañas
- Marcgravia zonopunctata S. Dressler